# Списак познатих спортиста српског порекла
Следећи списак представља списак познатих спортиста српског порекла који су постигли значајне спортске резултате наступајући под заставама других држава:
|  |  |  |  |  |  |  |  |  |  |  |  |  |  |  |  |  |  |  |  |  |  |  |  |  |  |  |  |  |  |

## А
- Мигел Аврамовић, рагби јунион
- Перо Антић, кошарка
- Марко Арнаутовић, фудбал
- Горица Аћимовић, рукомет
- Миленко Аћимовић, фудбал

## Б
- Миодраг Белодедић, фудбал
- Алекса Богдановић, тенис
- Данијел Богдановић, фудбал
- Катарина Булатовић, рукомет

## В
- Ратко Варда, кошарка
- Урош Виловски, рукомет
- Дејан Винчић, одбојка
- Љубомир Врањеш, рукомет
- Саша Вујачић, кошарка
- Кристина Вукићевић, атлетика
- Владимир Вукићевић, атлетика
- Бил Вуковић, аутомобилизам
- Паола Вукојичић, хокеј на трави

## Г
- Федерико Габрић, пливање
- Драган Гајић, рукомет
- Ден Гаџурић, кошарка
- Џорџ Гламак, кошарка
- Викторија Голубић, тенис

## Д
- Милица Даниловић, рукомет
- Френк Данчевић, тенис
- Марко Девић, фудбал
- Далибор Додер, рукомет
- Јелена Докић, тенис
- Лука Дончић, кошарка
- Горан Драгић, кошарка
- Зоран Драгић, кошарка
- Александар Драговић, фудбал
- Валт Дропо, бејзбол

## Ђ
- Ана Ђокић, рукомет
- Весна Ђукић, џудо
- Митар Ђурић, одбојка
- Владимир Ђорђевић, аикидо

## Е
- Никола Еклемовић, рукомет

## Ж
- Петар Жежељ, хокеј на леду
- Лу Живановић, рагби лига

## З
- Ник Зоричић, слободно скијање
- Зоран Зоркић, голф

## И
- Сара Исаковић, пливање

## Ј
- Наташа Јанић, кајак
- Јасмина Јанковић, рукомет
- Павле Јовановић, боб

## К
- Лука Карабатић, рукомет
- Никола Карабатић, рукомет
- Ксенија Кнол, тенис
- Игор Ковачевић, ватерполо
- Петар Кокотовић, рвање
- Аријан Комазец, кошарка
- Тања Костић, кошарка
- Драгица Кресоја, рукомет
- Тијана Кривачевић, кошарка
- Бојан Кркић, фудбал
- Роберт Кронберг, атлетика

## Л
- Александра Лазић, одбојка
- Ребека Лазић, одбојка
- Јасмин Латовљевић, фудбал
- Јелена Лозанчић, одбојка
- Невена Лукић, теквондо
- Џон Лукић, фудбал
- Милан Лучић, хокеј на леду

## М
- Данијел Мајсторовић, фудбал
- Пистол Пит Маравич, кошарка
- Прес Маравић, кошарка
- Марко Марин, фудбал
- Алекс Марић, кошарка
- Ирина Марковић, стреличарство
- Маријана Марковић, мачевање
- Срна Марковић, одбојка
- Ден Мајерле, кошарка
- Дане Мијатовић, одбојка
- Марина Милетић, одбојка
- Марко Милић, кошарка
- Лавинија Милошовић, гимнастика
- Милица Мирковић, одбојка на песку
- Никола Миротић, кошарка
- Звјездан Мисимовић, фудбал
- Лена Михаиловић, ватерполо
- Кристина Младеновић, тенис

## Н
- Радослав Нестеровић, кошарка
- Данијел Нестор, тенис
- Немања Николић, фудбал
- Миливоје Новаковић, фудбал

## О
- Стивен Огризовић, фудбал
- Том Опачић, рагби лига
- Јан Облак, фудбал

## П
- Саша Паламаревић, ватерполо
- Никола Пековић, кошарка
- Андреа Петковић, тенис
- Александар Петровић, кошарка
- Дражен Петровић, кошарка
- Ана Петрушић, теквондо
- Марко Пешић, кошарка
- Алекс Петровић, хокеј на леду
- Адриен Плавшић, хокеј на леду
- Зекари Плавшић, једрење
- Бојана Поповић, рукомет
- Грег Поповић, кошарка
- Петар Поповић, хокеј на леду
- Немања Прибак, рукомет
- Ненад Пуљезевић, рукомет

## Р
- Бранко Радивојевић, хокеј на леду
- Лудовик Радосављевић, рагби јунион
- Бојана Радуловић, рукомет
- Милош Раонић, тенис
- Јован Ребула, голф
- Снежана Родић, атлетика
- Петар Пит Ромчевић, аутомобилизам
- Данијела Рундквист, хокеј на леду

## С
- Марко Савић, ватерполо
- Марко Станојевић, рагби јунион
- Вујадин Станојковић, фудбал
- Петар Сибинкић, кајак
- Никола Стајковић, скокови у воду

## Т
- Момчило Тапавица, тенис
- Петар Томашевић, ватерполо
- Драган Травица, одбојка
- Иван Трајковић, теквондо
- Милан Трајковић, атлетика
- Том Трбојевић, рагби лига
- Џејк Трбојевић, рагби лига
- Џејмс Трифунов, рвање
- Лидија Турчиновић, кошарка

## Ц
- Марина Цветановић, одбојка
- Филип Цветићанин, одбојка

## Ч
- Ник Чотрић, рагби лига

## Ш
- Данијел Шарић, рукомет
- Марија Шестак, атлетика

|  |  |  |  |  |  |  |  |  |  |  |  |  |  |  |  |  |  |  |  |  |  |  |  |  |  |  |  |  |  |